# Yutong U15
De Yutong U15 is een elektrisch aangedreven bustype van het Chinese concern Yutong.

## Inzet
Qbuzz bestelde in 2024 50 bussen ter vervanging van hun bestelling bij Van Hool voor de concessie Zuid-Holland Noord.. De bussen bij Qbuzz zullen in dienst gaan vanaf juli 2025. Keolis Nederland heeft in 2024 120 bussen besteld voor de concessie Utrecht Buiten. De eerste bussen bij Keolis worden in 2025 geleverd en de laatste in 2028.
| Bedrijf           | Aantal    | Status             | Series      | Inzet                    | Opmerkingen            | Afbeelding |
| Nederland         | Nederland | Nederland          | Nederland   | Nederland                | Nederland              | Nederland  |
| ----------------- | --------- | ------------------ | ----------- | ------------------------ | ---------------------- | ---------- |
| Keolis Nederland  |           | In aanbouw         | 8301 - 83xx | Utrecht Buiten           | In U-liner uitvoering. |            |
| Keolis Nederland  |           | In aanbouw         | 8501 - 85xx | Utrecht Buiten           | In U-bus uitvoering.   |            |
| Qbuzz             | 54        | Nog niet in dienst | 7701 - 7754 | Qliner Groningen-Drenthe |                        |            |
| Qbuzz             | 56        | In dienst          | 8701 - 8756 | Zuid-Holland Noord       |                        |            |
| Noorwegen         |           |                    |             |                          |                        |            |
| Boreal Buss       | 14        | In dienst          | 3637 - 3650 | Agder Oost               | AKT                    |            |
| Firda Billag Buss | 3         | In dienst          | 317 - 319   | Nordfjord                | Skyss                  |            |
| Vy Buss           | 57        | In dienst          | 3407 - 3463 | Drammen/Lier             | Brakar                 |            |

## Verglijkbare modellen
- Yutong U10; 10,5m uitvoering
- Yutong U11DD; 11m dubbeldekker uitvoering
- Yutong U12; 12m uitvoering
- Yutong U12DD; 12m dubbeldekker uitvoering
- Yutong U13; 13m uitvoering
- Yutong U18; 18m uitvoering